# Złoty Stok
Złoty Stok (in tedesco Reichenstein in Schlesien, in ceco Rychleby) è un comune urbano-rurale polacco del distretto di Ząbkowice Śląskie, nel voivodato della Bassa Slesia.
Ricopre una superficie di 75,63 km² e nel 2004 contava 4 807 abitanti.